# Hal March
Hal March est un acteur et réalisateur américain né le 22 avril 1920 à San Francisco, Californie (États-Unis), décédé le 19 janvier 1970 à Los Angeles (Californie).

## Filmographie

### comme acteur
- 1949 : Le Champion (Champion) : Mobster
- 1949 : The Story of Molly X : Max Hayden
- 1950 : The Steve Allen Show (série télévisée) : Various
- 1950 : Ma and Pa Kettle Go to Town : Det. Mike Eskow
- 1950 : Outrage : Detective Sergeant Hendrix
- 1953 : A Blueprint for Murder : First detective at desk
- 1953 : Combat Squad : Gordon
- 1953 : The Eddie Cantor Story (en) d'Alfred E. Green : Gus Edwards
- 1952 : My Friend Irma (série télévisée) : Joe Vance (1953-1954)
- 1954 : Yankee Pasha : Hassan Sendar
- 1954 : The Imogene Coca Show (série télévisée)
- 1954 : The Atomic Kid : Agent Ray
- 1955 : The Soldiers (série télévisée)
- 1955 : Beau fixe sur New York (It's Always Fair Weather) : Rocky Lazar
- 1955 : Ma sœur est du tonnerre (My Sister Eileen) : Pete, first drunk
- 1956 : Sunday Spectacular: The Bachelor (TV) : Larry
- 1956 : Saturday Spectacular: High Button Shoes (TV) : Harrison Floy
- 1957 : Hear Me Good : Marty Holland
- 1964 : Ne m'envoyez pas de fleurs (Send Me No Flowers) : Winston Burr
- 1967 : Petit guide pour mari volage (A Guide for the Married Man) de Gene Kelly : Technical Adviser (Man who loses coat)

### comme réalisateur
- 1965 : F Troop (série télévisée)
- 1965 : Les Farfelus ("Camp Runamuck") (série télévisée)